# 肖恩·馬希爾
肖恩·馬希爾（英語：Sean Maher，1975年4月16日—）是美國的一位演員。他最著名的作品是在螢火蟲中飾演Simon Tam角色。